# Enkidu
Enkidu (en sumeri 𒂗𒆠𒄭 EN.KI.DU) és el company de Guilgameix en la cèlebre epopeia babilònica. Representa les forces de la foscor i el costat animal de l'home, que se civilitza amb l'encontre amb la cortesana sagrada Xamhad. També s'ha vist com el símbol dels homes de l'estepa i els bàrbars, civilitzats per les ciutats babilòniques.
Segons la llegenda, Enkidu va ser creat a partir de l'argila per la deessa-mare Ninhursag a petició del poble d'Uruk perquè fes anar el rei Guilgameix pel bon camí. Aruru va personificar Enkidu a imatge d'Anu, déu del cel, i de Ninurta, déu de la guerra.
Una altra tradició canvia Anu per Enki. Això explicaria el nom d'Enkidu, que en sumeri vol dir «Enki l'ha creat» o «criatura d'Enki».